# Cementiri Vell de Puigverd de Lleida
El Cementiri Vell de Puigverd de Lleida és una obra de Puigverd de Lleida (Segrià) protegida com a Bé Cultural d'Interès Local.

## Descripció
El cementiri vell de Puigverd de Lleida té una superfície de 1014m2. El cementiri vell original presentava unes parets de tàpia i pedra que tancaven el recinte amb una portalada de ferro forjat gran i a l'interior s'hi podien contemplar enterrament en nínxols i al terra.
Actualment la zona recuperada delimitada per xiprers i una tanca de fusta. En aquest recinte hi ha els següents elements que formen part del conjunt monumental:
- Llinda de pedra de la portalada original de l'any 1842.[1]
- 4 làpides de pedra prismàtiques que es col·locaven damunt de les sepultures del segle XIX[1]
- 1 estela commemorativa de pedra de l'any 1856.[1]
- 2 esteles funeràries de pedra en forma de creu, que es col·locaven a la capçalera de les tombes, del segle xix.[1]
- Base de la creu monumental del cementiri vell i 4 fragments del fust o columna conservats a l'Ajuntament, del segle XIX[1]
- La llinda de la portalada d'accés al cementiri està col·locada sobre dos blocs de pedra a mig metre de terra. És de forma triangular allargada i presenta una inscripció en forma de creu llatina amb peu i a banda i banda la inscripció abreviada "Cem -ent / AÑ0 - 1842.[1]
- Làpida de pedra, en forma prismàtica gran. L'estil és molt bàsic i s'hi pot llegir la inscripció en castellà "ACI DESCANSEN / LOS RESTOS/ DE REIMU / NDA BILAL / TA MURIÓ / EL DIA 29 / DE OCTU / BRE DE 18 / 88".[1]
- Làpida de pedra, en forma prismàtica gran. Presenta en relleu una decoració treballada, amb creu llatina trevolada amb dues calaveres creuades als laterals. Al peu de la creu s'hi pot llegir "AQUÍ DESCAN / SAN LOS RESTOS / MORTALES DE / JOSÉ ANTONIO VI / LALTA QUE MURIÓ / EL DIA 7 DE JULIO / DE 1875./ (E.P.D.)".[1]
- Làpida de pedra, en forma prismàtica gran. L'estil és molt bàsic i s'hi pot llegir la inscripció en castellà. "SEPULTU / RA + DE / MARIA / BORDALBA / Y ARTIGUES / DE PUJAL / MURIÓ EN / 20 ENERO D / E 1880".[1]
- Làpida de pedra, en forma prismàtica gran. L'estil és més precís i net i s'hi pot llegir la inscripció en castellà "AQUI / YACEN LOS / RESTOS MOR / TALES DE D AN / TONIO MUXI Y COLOM QUE MO / RIO EN 10 FE / BRERO 1862. / E.P.M.". Actualment aquesta inscripció resta pràcticament esborrada.[1]
- Estela commemorativa de pedra en forma rectangular petita, amb la part superior acabada en forma arrodonida irregular. L'estil decoratiu que presenta és senzill; es pot apreciar gravat a la part superior una calavera creuada i a la part inferior la inscripció en català "A SENT PASSES DE / AQUÍ MORÍ PERE / BURGUÉS A LA ED / AT DE 18 ANIS / DIA 8 DE GENER DEL / ANY 1856".[1]
- Estela funerària de pedra en forma de creu llatina. Presenta a ambdues cares inscripcions molt esborrades i difícils d'interpretar, però es pot llegir encara el cognom de la família "MASOT".[1]
- Estela funerària de pedra en forma de creu llatina, amb la part superior arrodonida. Presenta en una de les seves cares un cert relleu volumètric arrodonit, i en l'altra la cara llisa s'hi pot apreciar encara inscripcions molt esborrades i difícils d'interpretar. Aquesta creu està col·locada de forma errònia damunt de la base de la creu monumental del cementiri vell.[1]
- Base de la creu monumental de terme del cementiri del camí de l'Albi. D'aquesta creu en falta els esglaons de la base, la connexió de la base amb la columna, la magolla o capitell i la creu. També es conserven quatre fragments del fust o columna de creu del cementiri, extretes per l'Ajuntament l'any 2015 de la cabana de cal Monge de la partida de la Serra, del terme de Puigverd, i actualment es conserven a l'Ajuntament, tot i que el seu context original és el cementiri Vell.[1]

## Història
El municipi de Puigverd de Lleida disposa de tres cementiris i conserva un nombre important d'esteles funeràries.
El primer cementiri de Puigverd s'anomena Fossar de Sant Pere. No sabem la data exacta en què es va construir, però està vinculada amb la fundació del poble i l'església parroquial primitiva, després de la conquesta feudal de Lleida i els seus entorns l'any 1149. Estava annex a l'església actual de Sant Pere Apòstol i va estar en continues reformes i remodelacions al llarg dels segles.
A principis del segle xix el Fossar de Sant Pere presentava un estat deplorable i va arribar al col·lapse per diversos motius: va estar en funcionament gairebé set segles i l'augment significatiu de la població per bonança econòmica i millores sanitàries locals va fer que el recinte quedés petit. El recinte estava pràcticament en ruïna i per qüestions sanitàries calia traslladar-lo fora vil·la, en un espai amb possibilitat d'expansió i allunyat del nucli urbà.